# Leisteen

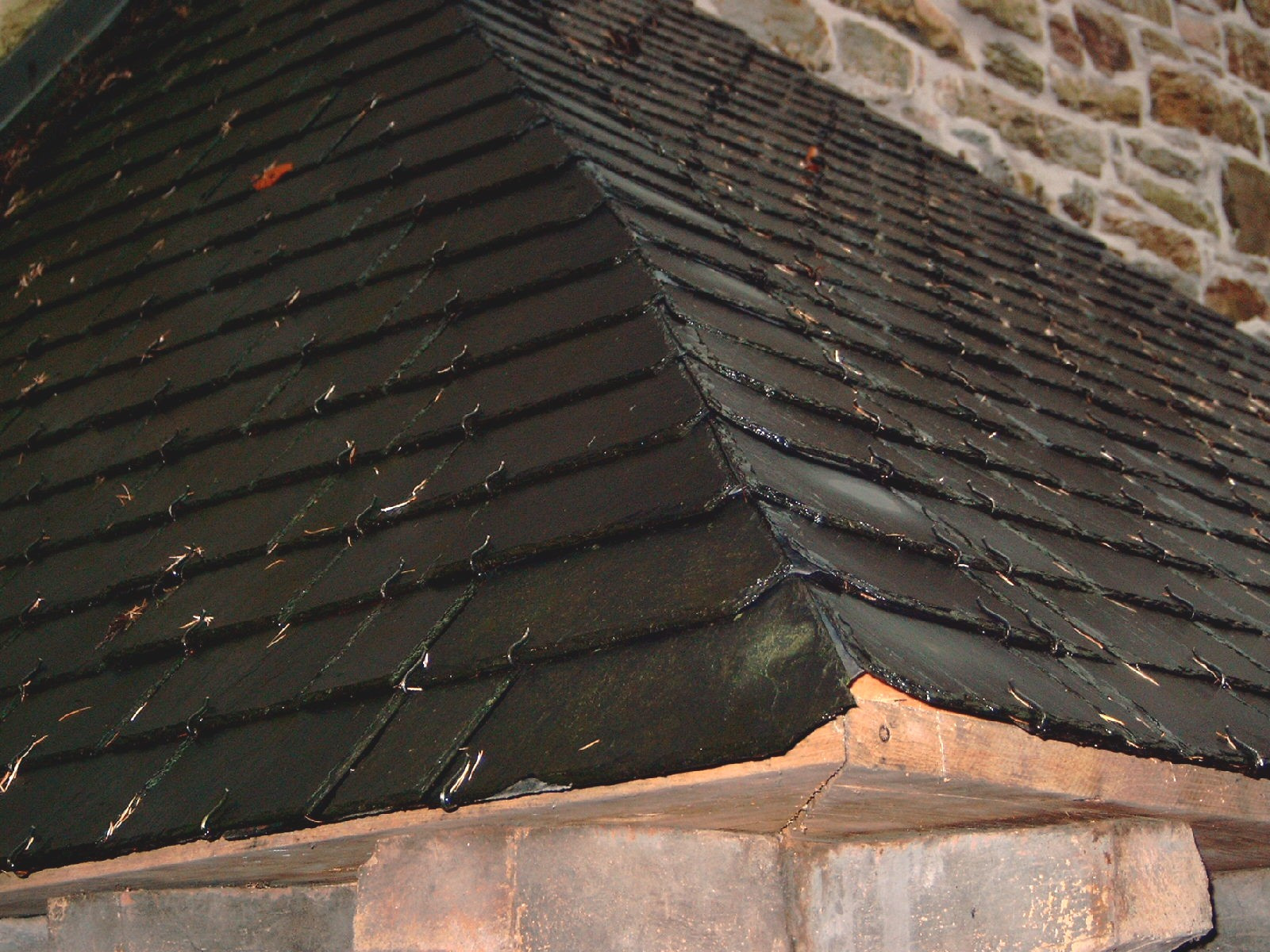
Dakdekking van leisteen

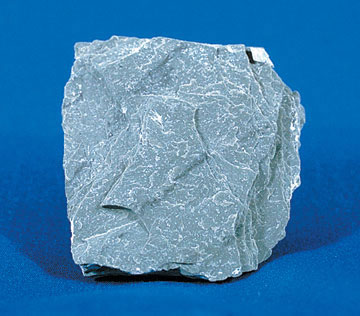
Leisteen

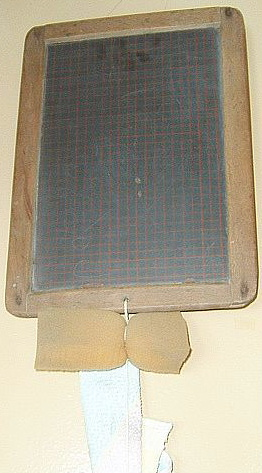
Lei met spons ± 1950

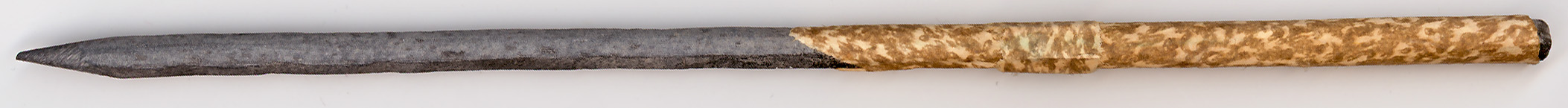
Griffel

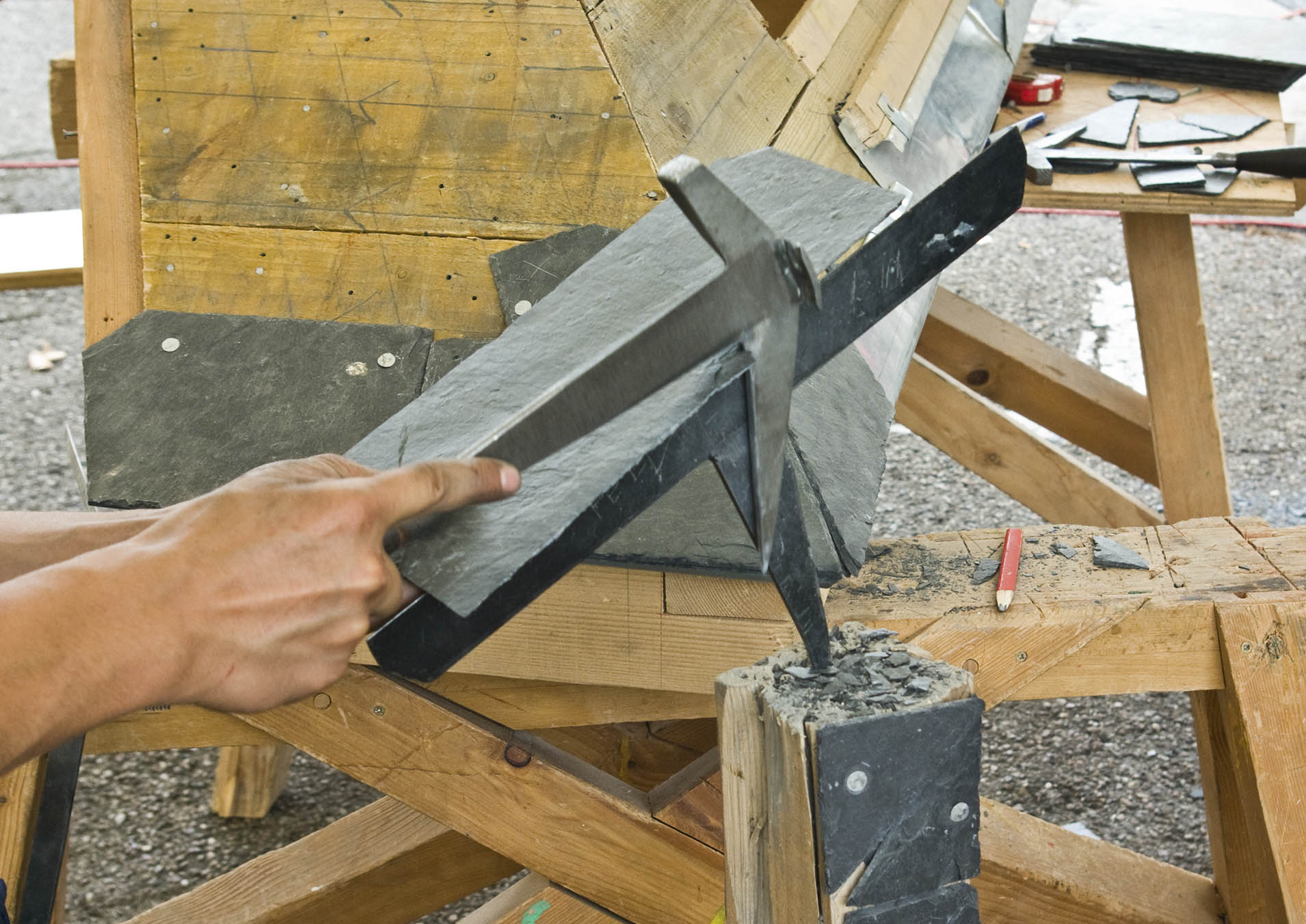
Een Franse leihamer

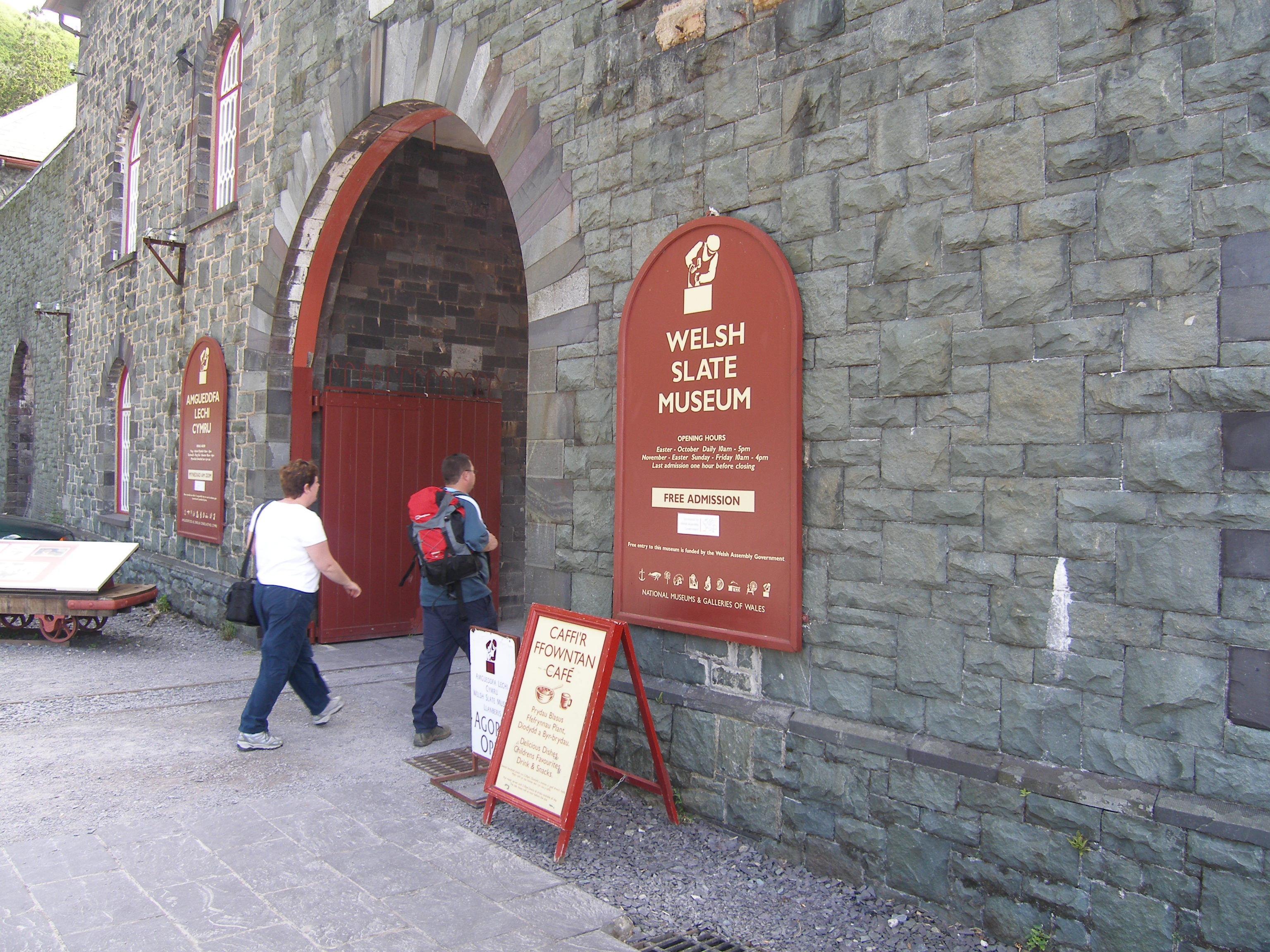
Leisteenmuseum, Llanberis, Wales

Leisteen of schiefer (Engels: slate; Duits: Schiefer) is een metamorf gesteente dat gekenmerkt wordt door een duidelijke, dominante foliatie van afwisselende laagjes kwarts met veldspaat en laagjes mica. Dankzij deze foliatie heeft leisteen een sterke splijting en verbrokkelt het in dunne, plaatvormige brokken. Leisteen wordt in de natuur gevormd door de metamorfose van kleirijk sediment, zoals schalie of kleisteen. Het wordt veel als dakbedekking gebruikt, zeker in gebieden waar het aan het oppervlak voorkomt, zoals in het zuiden van België en aangrenzende delen van Duitsland. Leisteen is daar gemakkelijk te winnen.

## Vorming
Leisteen is klei die onder hoge druk werd omgevormd. Deze metamorfose is bij leisteen laaggradig vergeleken met gesteenten als schist of gneis. De belangrijkste mineralen in een leisteen die bij metamorfose zijn gevormd zijn kwarts en mica. Leisteen kan daarnaast relatief hoge percentages sporenmineralen zoals hematiet, rutiel, grafiet en pyriet bevatten. De mica geeft het gesteente de karakteristieke splijting.

## Variaties
Er zijn diverse soorten leisteen, afhankelijk van de oorsprong. Belangrijke factoren zijn organisch gehalte, korrelgroottepercentages, vetgehalte enz. en ook andere eigenschappen als slijtvastheid, vorstbestendigheid, soortelijke massa en hardheid hangen hiermee samen.

## Toepassingen
De toepassingen van leisteen zijn:
- Bouwmateriaal voor dakbedekking (daklei); in Midden-Duitsland, zoals Thüringen en het Sauerland ook wel als wandbedekking
- Schrijfplankjes (schrijflei)
- Schrijfstift om mee op een schrijfplankje te schrijven (griffellei)
- Onderplaten voor professionele biljarttafels
- Als onderdeel van een wapenuitrusting, bij wijze van pantser
- Vloertegels

Naast natuurleien zijn er kunststeenleien (ook wel tegelpannen genoemd). In kunstleien is in het verleden vaak asbest verwerkt.
Leisteen heeft de eigenschap warmte goed te geleiden, daarom zijn er soms leisteenplaten gebruikt bij bouw van een haard in een woonruimte.

### Leisteen als bouwmateriaal

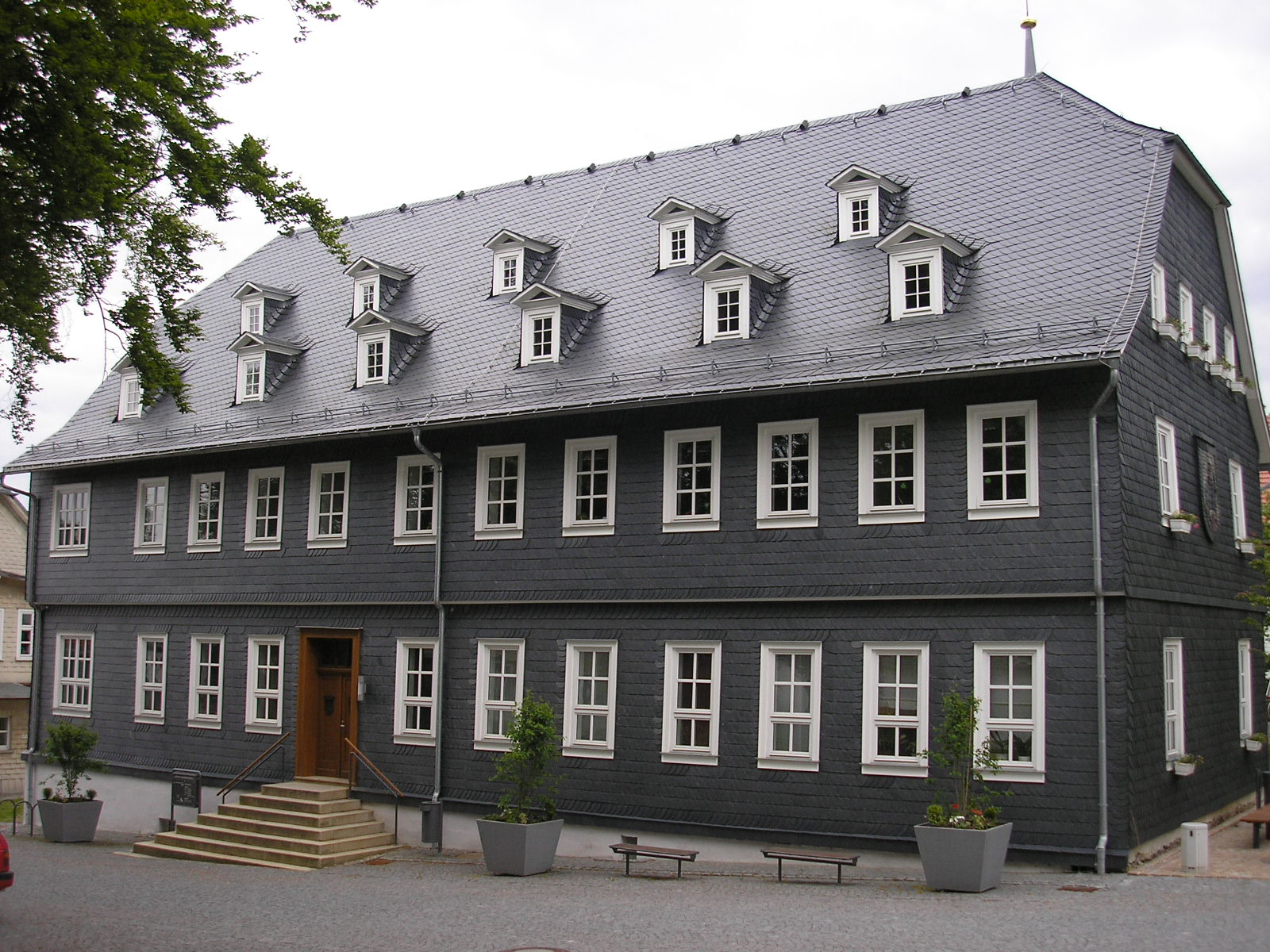
Stadhuis van Großbreitenbach, Thüringen. Zowel dak als wanden zijn met leien bekleed.

Leisteen werd in Duitsland, Oostenrijk, Zwitserland België en Nederland veel gebruikt als dakbedekking. In bepaalde streken in Europa en Noord-Amerika is dat nog het geval. Voordeel van leisteen als bouwmateriaal is dat het gemakkelijk in kleine plakjes is te zagen om te verwerken. Het is bovendien niet waterdoorlatend. Doordat het wat vettig is en weinig poriën heeft, is ook het schoonmaken eenvoudig. Nadelen zijn dat het niet erg slijtvast is en gemakkelijk afbrokkelt doordat het uit laagjes bestaat.
Als dakbedekking is de steensoort betrekkelijk duur per vierkante meter. Ook is het niet overal toepasbaar; water dat tussen de laagjes komt zet uit bij bevriezen en leisteen vergaat dan ook erg snel in streken met een koud klimaat. Leisteen wordt ook toegepast in vloeren. Noorse lei is daar een voorbeeld van. Slijtage zal niet opvallen in verband met de schilfering. Noorse lei is zilver/antraciet. Chinese lei geeft een roodbruine roest af.

### Wapenuitrusting
Sommige First Nations-stammen in Canada gebruikten stukken leisteen als harnas. Onder de  kleding droeg men, als ten strijde werd getrokken, aan een koord opgehangen stukken leisteen ter bescherming tegen pijlen en speren.